# GM-NAA I/O
GM-NAA I/O 입출력 시스템은 제너럴 모터스와 노스아메리칸의 IBM 704 컴퓨터를 위한 최초의 운영 체제였다.
이는 1956년 제너럴 모터스 리서치의 로버트 L. 패트릭과 노스아메리칸의 오언 목에 의해 만들어졌다. 이는 1955년 GE의 프로그래머가 IBM 701용으로 만든 시스템 모니터를 기반으로 했다.
GM-NAA I/O의 주요 기능은 실행 중인 프로그램이 끝나면 자동으로 새 프로그램을 실행하는 것(일괄 처리)이었다. 이는 입출력 장치에 대한 공통 액세스를 제공하는 프로그램에 대한 공유 루틴으로 구성되었다. 시스템의 일부 버전은 약 40개의 704 설치에 사용되었다.